# 西山省
西山省（阿拉伯语：‎，Al Ǧabal al Gharbi）是利比亚的一个省，位于利比亚西北部，面積76,717平方公里，人口约30万。首府蓋爾揚。該省名稱來自於奈富塞山。該省成立於2007年。